# David Moncoutié
David Moncoutié (Provins, 30 aprile 1975) è un ex ciclista su strada francese, professionista dal 1997 al 2012. Tra il 2008 e il 2011 ha vinto per quattro volte consecutive la classifica scalatori alla Vuelta a España, oltre a quattro frazioni nella medesima manifestazione e due al Tour de France.

## Carriera
Moncoutié passò professionista nel 1997 e da allora corse con i colori della squadra francese Cofidis fino al termine della carriera, nel 2012. La sua prima vittoria, nel 1999, fu una tappa del Giro del Delfinato. Vanta due vittorie di tappa al Tour de France, nel 2004 e nel 2005, giunte entrambe dopo lunghe fughe.
Di notevole importanza, nel 2008 la vittoria di una tappa e, soprattutto, della classifica finale della classifica degli scalatori alla Vuelta a España con l'arrivo a Madrid in maglia arancione. Nel 2009 con una poderosa azione si impone in una tappa del Giro del Delfinato; ma è alla Vuelta a España che ottiene le maggiori soddisfazioni: protagonista di diversi attacchi, ottiene una prestigiosa vittoria, dopo un'interminabile fuga, a Sierra Nevada e conquista per il secondo anno consecutivo la maglia granata (ex arancione) di miglior scalatore.
Nel 2010 partecipa alla Vuelta a Espana con l'obiettivo di vincere ancora una volta la classifica scalatori oltre a qualche tappa. Vince l'ottava frazione portando a tre i successi, in carriera nella corsa spagnola, e riesce a riconfermare la vittoria nella classifica degli scalatori, che si aggiudica per la terza volta consecutiva. Nel 2011 partecipa alla Vuelta a España. Trionfa nella 11ª tappa con arrivo a Manzaneda. Arriva in maglia a pois blu a Madrid e vince, ancora una volta, e per la quarta volta consecutiva, la classifica degli scalatori.
Nell'autunno del 2012 annuncia il ritiro dall'attività.

## Palmarès
- 1999 (Cofidis, una vittoria)

6ª tappa Critérium du Dauphiné Libéré (Challes-les-Eaux > Passy Plaine-Joux)
- 2000 (Cofidis, una vittoria)

7ª tappa Tour de l'Avenir (Autun > Oyonnax)
- 2001 (Cofidis, una vittoria)

2ª tappa Tour du Limousin (Saint-Just-le-Martel > Ussel)
- 2002 (Cofidis, tre vittorie)

2ª tappa Critérium International (Les Mazures > Monthermé)
2ª tappa Clásica de Alcobendas
Classifica generale Clásica de Alcobendas
- 2003 (Cofidis, tre vittorie)

Gran Premio di Lugano
4ª tappa Route du Sud
4ª tappa Tour Méditerranéen (La Motte > Mont Faron)
- 2004 (Cofidis, una vittoria)

11ª tappa Tour de France (Saint-Flour > Figeac)
- 2005 (Cofidis, due vittorie)

2ª tappa Vuelta al País Vasco (Zarautz > Trapagaran)
12ª tappa Tour de France (Briançon > Digne-les-Bains)
- 2008 (Cofidis, una vittoria)

8ª tappa Vuelta a España (Andorra la Vella > Naut Aran)
- 2009 (Cofidis, tre vittorie)

6ª tappa Tour Méditerranéen (Nizza > Mont Faron)
7ª tappa Critérium du Dauphiné Libéré (Briançon > Saint-François-Longchamp)
13ª tappa Vuelta a España (Berja > Sierra Nevada)
- 2010 (Cofidis, tre vittorie)

2ª tappa, 2ª semitappa Route du Sud (Peyragudes)
Classifica generale Route du Sud
8ª tappa Vuelta a España (Villena > Xorret del Catí)
- 2011 (Cofidis, quattro vittorie)

5ª tappa Tour Méditerranéen (Biot > Monte Faron)
Classifica generale Tour Méditerranéen
Classifica generale Tour de l'Ain
11ª tappa Vuelta a España (Verín > Manzaneda)

### Altri successi
- 1999 (Cofidis)

Classifica scalatori Critérium International
- 2002 (Cofidis)

Classifica regolarità Clásica de Alcobendas
- 2005 (Cofidis)

Classifica scalatori Parigi-Nizza
- 2006 (Cofidis)

Classifica scalatori Parigi-Nizza
- 2008 (Cofidis)

Classifica scalatori Vuelta a España
- 2009 (Cofidis)

Classifica scalatori Vuelta a España
- 2010 (Cofidis)

Classifica scalatori Vuelta a España
- 2011 (Cofidis)

Classifica scalatori Vuelta a España

## Piazzamenti

### Grandi Giri
- Tour de France

2000: 75º
2001: 48º
2002: 13º
2003: 43º
2004: 34º
2005: 67º
2006: 58º
2008: 42º
2011: 41º
2012: ritirato (12ª tappa)
- Giro d'Italia

2010: 68º
- Vuelta a España

2008: 8º
2009: 27º
2010: 14º
2011: 37º
2012: 109º

### Classiche monumento
- Liegi-Bastogne-Liegi

1999: ritirato
2000: ritirato
2005: 90º
2008: 88º
2009: 27º
2010: 35º
2011: 63º
- Giro di Lombardia

2003: 19º
2010: ritirato